# The Something Rain
Albums de tindersticks
Claire Denis Film Scores 1996-2009
(2011)
The Something Rain est le neuvième album de Tindersticks sorti le 20 février 2012. 
Imprégné d'une mélancolie liée à la perte de plusieurs amis du groupe ces dernières années, Stuart Staples décrit toutefois cet album comme celui de la guérison.
L'album débute avec Chocolate, un long morceau parlé de 9 minutes écrit par Daniel Boulter. Celui-ci avait déjà composé My Sister, un autre spoken word apparaissant sur le deuxième album du groupe,  Tindersticks.
The Something Rain est considéré comme le dernier volet du troisième cycle d’albums des Tindersticks qui débuta avec The Hungry Saw en 2008, l'album des retrouvailles après les différents enregistrements solo de Stuart Staples.

## Pistes de l'album
| No | Titre               | Durée |
| -- | ------------------- | ----- |
| 1. | Chocolate           | 9:04  |
| 2. | Show Me Everything  | 5:29  |
| 3. | This Fire Of Autumn | 4:17  |
| 4. | A Night So Still    | 5:44  |
| 5. | Slippin' Shoes      | 4:32  |
| 6. | Medicine            | 4:59  |
| 7. | Frozen              | 5:43  |
| 8. | Come Inside         | 7:40  |
| 9. | Goodbye Joe         | 2:42  |